# Gussstahl-Werk Witten

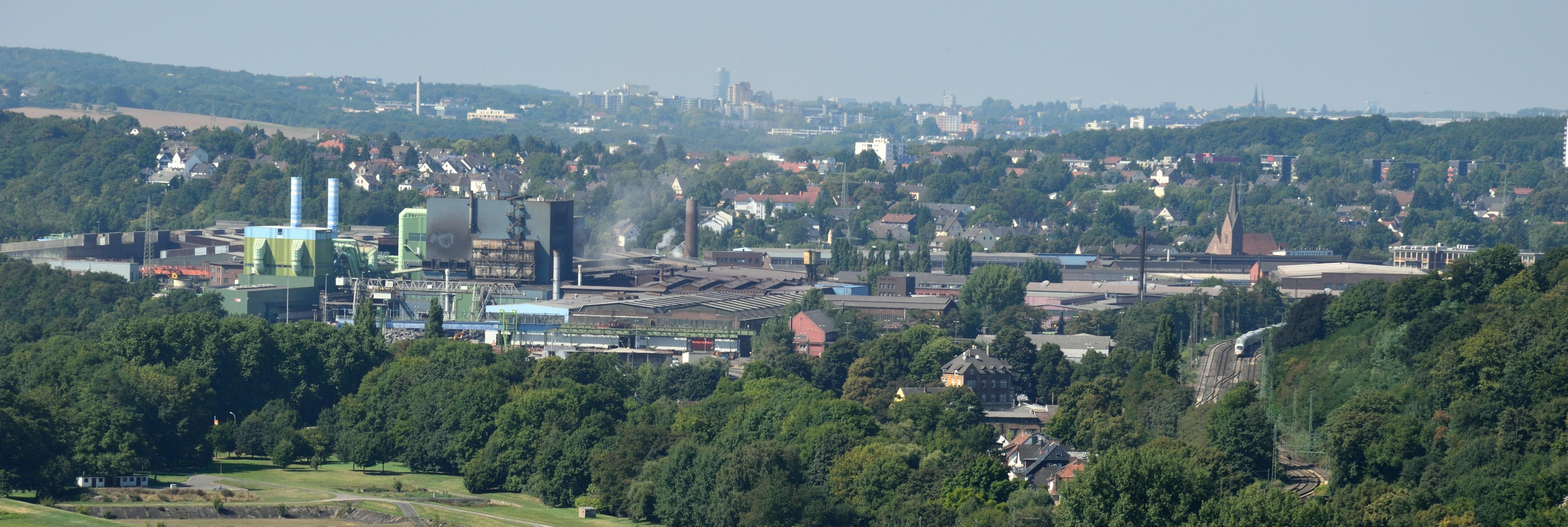
Das Fabrikgelände im Jahr 2013 in Witten

Das Gussstahl-Werk Witten ist heute ein Stahl- und Walzwerk der Deutschen Edelstahlwerke Specialty Steel in Witten. Bis zur Übernahme durch die Rheinstahl AG 1959 firmierte sie überwiegend als eigenständiges Unternehmen der Stahl- und bis 1945 auch der Rüstungsindustrie.

## Geschichte

### Bis zum Ersten Weltkrieg
Gegründet wurde das Unternehmen 1853/54 unter der Firma Etablissement Berger & Co. von Carl Ludwig Berger (1794–1871), der ein Produktionsverfahren für hochwertigen Gussstahl entwickelt hatte. Mitgründer und Geldgeber waren die Niederländer Jan Jacob van Braam (1805–1884) und Gerrit Vriese (nach anderen Angaben Cornelius Jacob Arnoldus den Tex), die wie auch andere Niederländer damals in mehrere Zechen und Stahlwerke des Ruhrgebiets investierten. Das Unternehmen war rasch als Spezialist für die Herstellung von Gewehrläufen bekannt und exportierte nach ganz Europa.
Wenige Jahre nach Gründung traten die Söhne von Carl Berger, Carl Berger junior (1824–1897, Eintritt 1857) und Louis Constanz Berger (1829–1891, Eintritt 1859) in das Unternehmen ein und übernahmen bald selbst die Geschäfte.
Im März 1873 fand eine Generalversammlung zur Bildung der Aktiengesellschaft Gußstahl- und Waffenfabrik Witten vormals Berger & Co. statt, in welcher der Verkauf notariell abgeschlossen wurde. Gesellschafter waren Wilhelm Dulheuer (Harkorten), Berger & Co. (Witten), Deutsche Union-Bank (Berlin, 1876 übernommen durch die Deutsche Bank), Jan Jacob van Braam (Arnheim) und Friedrich Ritter von Martini (Frauenfeld). Louis Constanz Berger zog sich von der aktiven Unternehmensleitung zurück. Carl Berger schied im Juni 1874 aus.
Nachdem das Unternehmen nach mehreren erfolglosen Versuchen einer Sanierung im September 1881 in Konkurs gegangen war, wurde in einer Generalversammlung die Liquidation der Gesellschaft Gußstahl- und Waffenfabrik Witten AG vormals Berger & Co. beschlossen. In den letzten drei Geschäftsjahren hatten sich die Verluste auf 1,2 Millionen Mark summiert. Bankier Hermann Fischer ersteigerte das Werk für 2,93 Millionen Mark und brachte es in die neu gegründete „Gußstahlwerk Witten AG“ ein. Die Produktion von Gewehrläufen wurde beendet, stattdessen wurden Geschütze, Stahlguss- und Stahlschmiedestücke sowie Bleche hergestellt, ab 1890 auch Geschosse.
1899 wurde die bei Grevenbrück (heute zu Lennestadt) angesiedelte Germaniahütte des Unternehmens Gabriel, Bergenthal & Co. in Warstein übernommen, 1907/08 ein neues Stahlwerk nach dem Siemens-Martin-Verfahren erbaut.
Im Ersten Weltkrieg diente das Werk der Produktion von Rüstungsmaterial. 1917 wurden Anlagen und Grundstücke der Wittener Glashütten-AG, die Ziegelei in Witten-Heven sowie das Dolomitkalkwerk GmbH in Fretter erworben. 1920 kam das seit 1885 bestehende Unternehmen Albert Klincke Heinr. Sohn in Altena hinzu. 1922 erfolgte die Unterzeichnung eines Vertrags über den Bau des Ruhrkraftwerks am Timmerbeil durch das Unternehmen Bredt & Co. und das Gussstahlwerk.
1922 ging die Aktienmehrheit der Gußstahlwerk Witten AG an die Gebr. Stumm GmbH in Düsseldorf über, die sie bis 1926 behielt.
1923 wurde das 1849 gegründete Wittener Unternehmen Gustav Brinkmann & Co. übernommen. Aufgrund der belgisch-französischen Besetzung des Ruhrgebiets musste die Produktion von Juli 1923 bis zum Februar 1924 eingestellt werden.
1926/28 wurde das Werk in die Vereinigte Stahlwerke AG (Vestag) eingebracht, 1930 in deren neue Tochtergesellschaft Ruhrstahl AG.

### Nach dem Zweiten Weltkrieg
Nach dem Zweiten Weltkrieg wurde die Vestag entflochten. Auf Anordnung der North German Iron and Steel Control erfolgte im Zuge der Entflechtung und Neuordnung der westdeutschen Montanindustrie die Ausgliederung der Gussstahlwerke Gelsenkirchen, Oberkassel und Witten aus dem Konzernverbund der Ruhrstahl AG und deren rechtliche Verselbstständigung. Die Gussstahl-Werk Witten AG war wieder eigenständig, wurde jedoch bereits 1959 von der Rheinstahl AG erworben und firmierte 1965 um in Edelstahlwerk Witten AG.
1964 erwarb das Unternehmen das Stahlwerk Mark in Wetter-Wengern zur Erweiterung seiner Werksanlagen. Nach Stilllegung des dortigen Siemens-Martin-Ofens zog 1965 die Ziehereiproduktion von Witten nach Wengern um.
1973 wurde die Rheinstahl AG von der August-Thyssen-Hütte AG übernommen. Die Deutsche Edelstahlwerke AG (DEW) in Krefeld, die zu 100 % im Besitz der August-Thyssen-Hütte AG war, hatte ihren Namen im April 1974 in Thyssen Edelstahlwerke AG geändert und den Sitz nach Düsseldorf verlegt. Die Edelstahlwerk Witten AG verpachtete ab dem 1. Mai 1975 alle ihre Betriebe und Anlagen an die Thyssen Edelstahlwerke AG und firmierte von nun an als Thyssen Edelstahlwerke AG Werk Witten. Es wurde ein Beherrschungs- und Gewinnabführungsvertrag abgeschlossen. Der Firmenmantel Edelstahlwerke Witten AG blieb als arbeitnehmerlose Gesellschaft bestehen.
1992 wurde die Thyssen Edelstahlwerke AG in die Thyssen Stahl AG eingegliedert, das Wittener Werk gehörte ab dem Zeitpunkt als Werk Witten zum Geschäftsfeld Halbzeug, Stabstahl, Schmiedeerzeugnisse.
1994 verselbständigte die Thyssen Stahl AG das Geschäftsfeld Halbzeug, Stabstahl, Schmiedeerzeugnisse. Der neu gegründeten Edelstahl Witten-Krefeld GmbH wurden das komplette Werk Witten sowie die Schmiede, der Bearbeitungsbetrieb, das Umschmelzstahlwerk nebst den dazugehörigen Nebenbetrieben wie Zurichtungen, Wärmebehandlung, Instandhaltung, Qualitätswesen des Werks Krefeld der ehemaligen Thyssen Edelstahlwerke AG zugeordnet. Sitz der Gesellschaft war Witten.

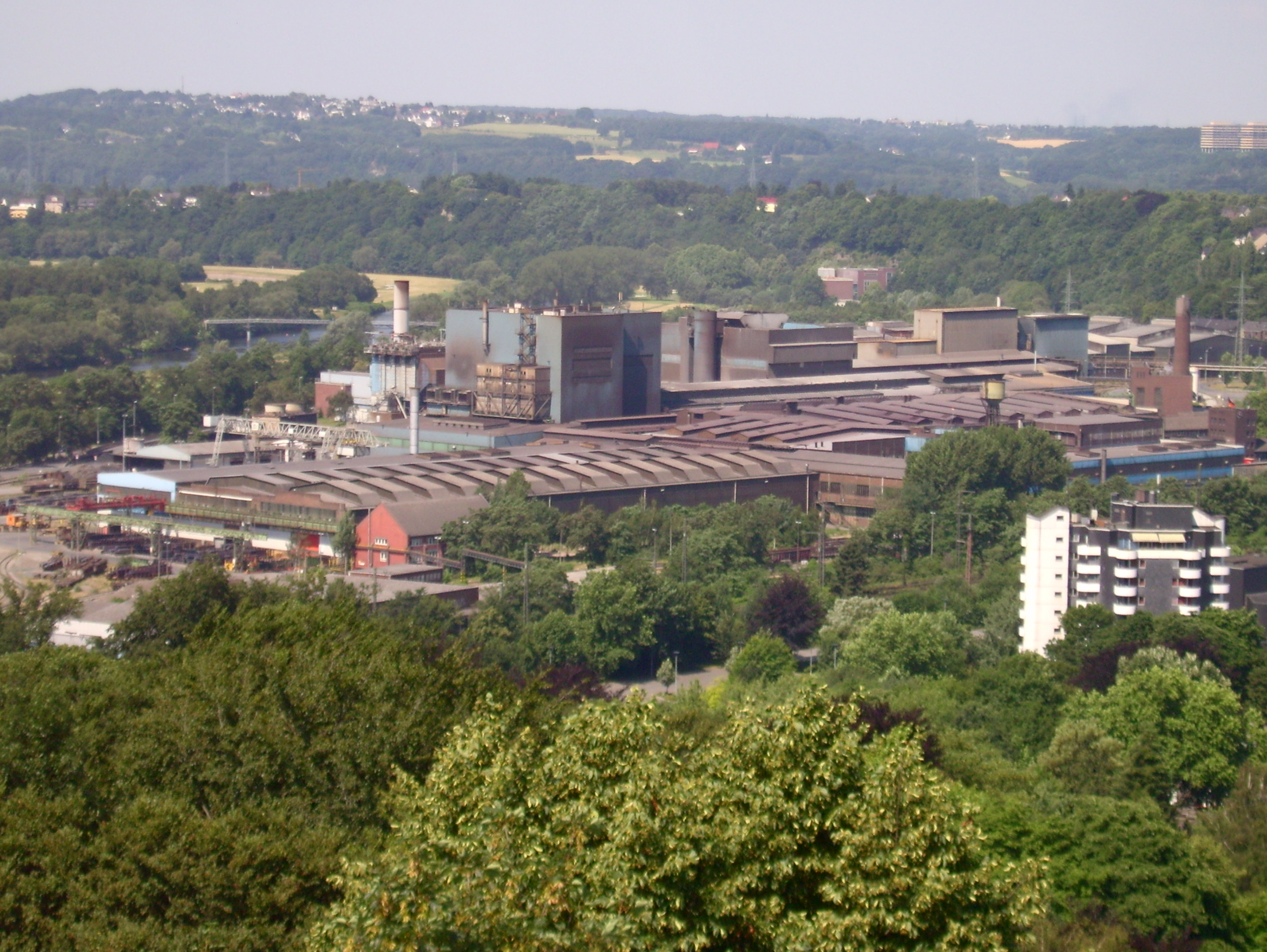
Das Werk im Jahre 2006

### Jüngere Geschichte
2005 wurde die Edelstahl Witten-Krefeld mit 1.900 Mitarbeitern in Witten von der Thyssenkrupp AG an den größten Schweizer Stahlkonzern, der Swiss Steel Holding AG, verkauft. 2007 erfolgte unter Zusammenschluss mit der Edelstahlwerke Südwestfalen GmbH die Gründung der Deutsche Edelstahlwerke GmbH, nun Deutsche Edelstahlwerke Specialty Steel (DEW), womit der traditionsreiche Name wieder verwendet wird. Am Standort in Witten sind circa 1.600 Mitarbeiter beschäftigt (2023).
Heute werden hier u. a. ein Elektrolichtbogenofen und ein Walzwerk für Stabstahl und Knüppel aus Edelstahl betrieben. Der Energiebedarf des Werks ist sehr hoch. Inzwischen versucht die DEW Fördergelder für die Produktion von grünem Stahl zu bekommen.
2011 wurde der geschichtsträchtige Standort in die Route der Industriekultur aufgenommen.